# ステアリドン酸
ステアリドン酸（ステアリドンさん、Stearidonic acid）は、ω-3脂肪酸の一つ。しばしばモロクチン酸（moroctic acid）と呼ばれる。δ-6-デサチュラーゼによってα-リノレン酸から生合成される。天然の供給源は、アサ、クロスグリ、シャゼンムラサキの種子、シアノバクテリアなどである。